# Tokyos Olympiastadion (1958)
Tokyos Olympiastadion (国立霞ヶ丘陸上競技場, Kokuritsu Kasumigaoka Rikujō Kyogijō) var en idrottsarena i Tokyo i Japan. Den byggdes till Olympiska sommarspelen 1964. Den revs 2015 för att ge plats för en ny stadion.

## Historik

### Bakgrund och OS 1964
Tokyos Olympiastadium konstruerades under 14 månaders tid 1957–1958. Den invigdes i mars 1958 och togs i bruk i samband med de tredje asiatiska spelen samma år.
Arenan var skådeplats för olympiska sommarspelen 1964, som invigdes där den 10 oktober 1964. Inför OS-tävlingarna uppgraderas arenan till sitt slutliga utseende.

### Senare användning
Stadion användes bland annat för världsmästerskapen i friidrott 1991. Arenan har även under årens lopp stått som värd för en mängd nationella friidrottstävlingar.
Tokyos Olympiastadion kom inte till användning i samband med 2002 års fotbolls-VM. Detta är en av orsakerna till att arenan på senare år hamnat i skuggan av andra stora arenor i Tokyo-regionen, åtminstone sett internationellt.
Stadion stod åren 1967 till 2013 som årlig värd för Kejsarens Cup, Japans motsvarighet till Sveriges Svenska cupen i fotboll och den engelska FA-cupen. Anläggningen har även varit värd för den mindre kända Nabisco Cup och – åren 1980–2000 – för Interkontinentala cupen i fotboll.

### Ny stadion
2008 drogs planer upp om en ersättare för den då ålderstigna arenan. Definitivt beslut om rivning och bygge av en ersättningsarena togs efter att Tokyo tilldelats värdskapet för Olympiska sommarspelen 2020. Den gamla olympiastadion stängdes därför i december 2014 och revs under nästföljande år.
Den ursprungliga utformningen ritades av den brittiska arkitekten Zaha Hadid, men efter kraftiga fördyrningar på grund av okonventionell design beslutades om en ändrad utformning. Den slutliga designen på stadion beräknas kosta motsvarande 12 miljarder kronor, att jämföra med 18 miljarder i Hadids variant som bland annat inkluderade ett skjutbart tak och två långa bågar. Antalet läktarplatser skars också ner från ursprungliga 80 000 till 68 000, med möjlighet till tillfälliga sittplatser.
Det slutliga arenaförslaget för den nya arenan togs fram av Kengo Kuma. Den nya arenan väntas ta över den gamla olympiastadions roll som finalarena för Kejsarens Cup. På grund av byggprojektets försening kunde den nya olympiastadion dock inte användas till världsmästerskapet i rugby 2019.